# غوردون ديكنسون
غوردون ديكنسون (بالإنجليزية: Gordon Dickinson)‏ هو لاعب كرة مضرب أسترالي، ولد في 29 نوفمبر 1901 في ملبورن في أستراليا، وتوفي بنفس المكان في 28 فبراير 1991.